# بويان دورديفيك
بويان دورديفيك (بالصربية: Бојан Ђорђевић)‏ هو لاعب كرة قدم صربي في مركز الدفاع، ولد في 5 أبريل 1984 في نيش في صربيا. لعب مع النجم الأحمر بلغراد ورادنيتشكي نيش ونابريداك كروشيفاتس.

## وصلات خارجية
- بويان دورديفيك على موقع قاعدة بيانات كرة القدم.إي يو (الإنجليزية)
- بويان دورديفيك على موقع Soccerway.com (الإنجليزية)
- بويان دورديفيك على موقع عالم كرة القدم.نت (الإنجليزية)